# Jarosław Lech
Jarosław Lech (* 29. Juli 1984 in Breslau) ist ein polnischer Beachvolleyball- und ehemaliger Volleyballspieler.

## Karriere Hallen-Volleyball
Lech begann seine Karriere 2003 bei Domex AZS Częstochowa. Mit diesem Verein stand er 2006 im polnischen Pokalendspiel und im Achtelfinale des Challenge Cups. 2006/07 spielte er eine Saison bei SMS Łódź, bevor er in seine Heimatstadt zu Gwardia Breslau wechselte. 2009 ging der Außenangreifer in die Schweiz zu Pallavolo Lugano und erreichte auch hier das Pokalfinale. Danach kehrte er in sein Heimatland zurück und war 2010/11 bei BBTS Bielsko-Biała aktiv. Anschließend spielte er bei Siatkarz Wieluń, bevor er 2012 von KS Milicz verpflichtet wurde. Der Sportclub wurde Meister der Gruppe 2 und Gesamtzweiter der zweiten polnischen Liga. Nach den folgenden Stationen  Volley Team Unicef Bratislava und GS Lamia wurde der Pole vom CV Mitteldeutschland als Diagonalangreifer für die Bundesligasaison 2015/16 verpflichtet. Obwohl die Pirates aus Spergau sportlich die Klasse halten konnten, zogen sie sich aus finanziellen Gründen in die Zweitklassigkeit zurück. Lech wechselte zu CAI Teruel. In Spanien gelangen ihm seine größten sportlichen Erfolge im Hallenvolleyball. Im Pokal stand er wie schon in Polen und der Schweiz im Finale, in der Superliga wurde sein Team Dritter und die Supercopa gewann der Sportclub aus Aragonien. Auch auf der Iberischen Halbinsel hielt es den Athleten nur eine Saison. Die Reise ging weiter nach Frankreich zu Saint-Quentin Volley und nach Tschechien zu VK TROX Příbram. Nach zwei Jahren Pause stand er für ein Spieljahr im Kader von MUKS Ziemia Milicka Milicz und beendete anschließend seine Hallenkarriere.

## Karriere Beachvolleyball
Lech hatte 2005 beim Open-Turnier in Stare Jabłonki an der Seite von Paweł Nalikowski seinen ersten Auftritt auf der FIVB World Tour. 2006 spielte das Duo in Marseille und kam erneut auf den 57. Platz. Mit seinem neuen Partner Grzegorz Klimek nahm Lech an den Open-Turnieren in Sankt Petersburg und Acapulco teil und belegte die Plätze 41 und 33. 2007 und 2008 kam er bei zwei Turnieren mit Rafal Szternel und Michal Michalak nicht über den 57. Rang hinaus. 2012 bildete er ein neues Duo mit Damian Wojtasik, das bei zwei Satellite-Turnieren und einem Masters jeweils die Top Ten erreichte. Auf nationaler Ebene gewannen sie 2012 die polnische Meisterschaft. Mit einer Wildcard waren Lech/Wojtasik für die WM 2013 in Stare Jabłonki qualifiziert. Als Gruppendritte schafften sie es in die erste Hauptrunde, scheiterten dort jedoch am spanischen Duo Herrera/Gavira.
In den folgenden Jahren war der in der Hauptstadt Niederschlesiens geborene Sportler mit verschiedenen Partnern hauptsächlich bei nationalen Veranstaltungen oder niederklassigen FIVB-Wettbewerben unterwegs. Heraus sprangen Siege mit Marcin Ociepski 2018 in Toruń sowie mit Michal Korycki 2020 in Cieszyn und Bialystok und eine Viertelfinalteilnahme beim Ein-Stern-Event in Budapest mit demselben Spieler. Seit August 2022 bilden Lech und Tomasz Jaroszczak ein Beachduo. Beste Resultate bis einschließlich 2024 waren mehrere Podestplätze bei der polnischen Beachserie.